# Sabine Bartholomeyczik

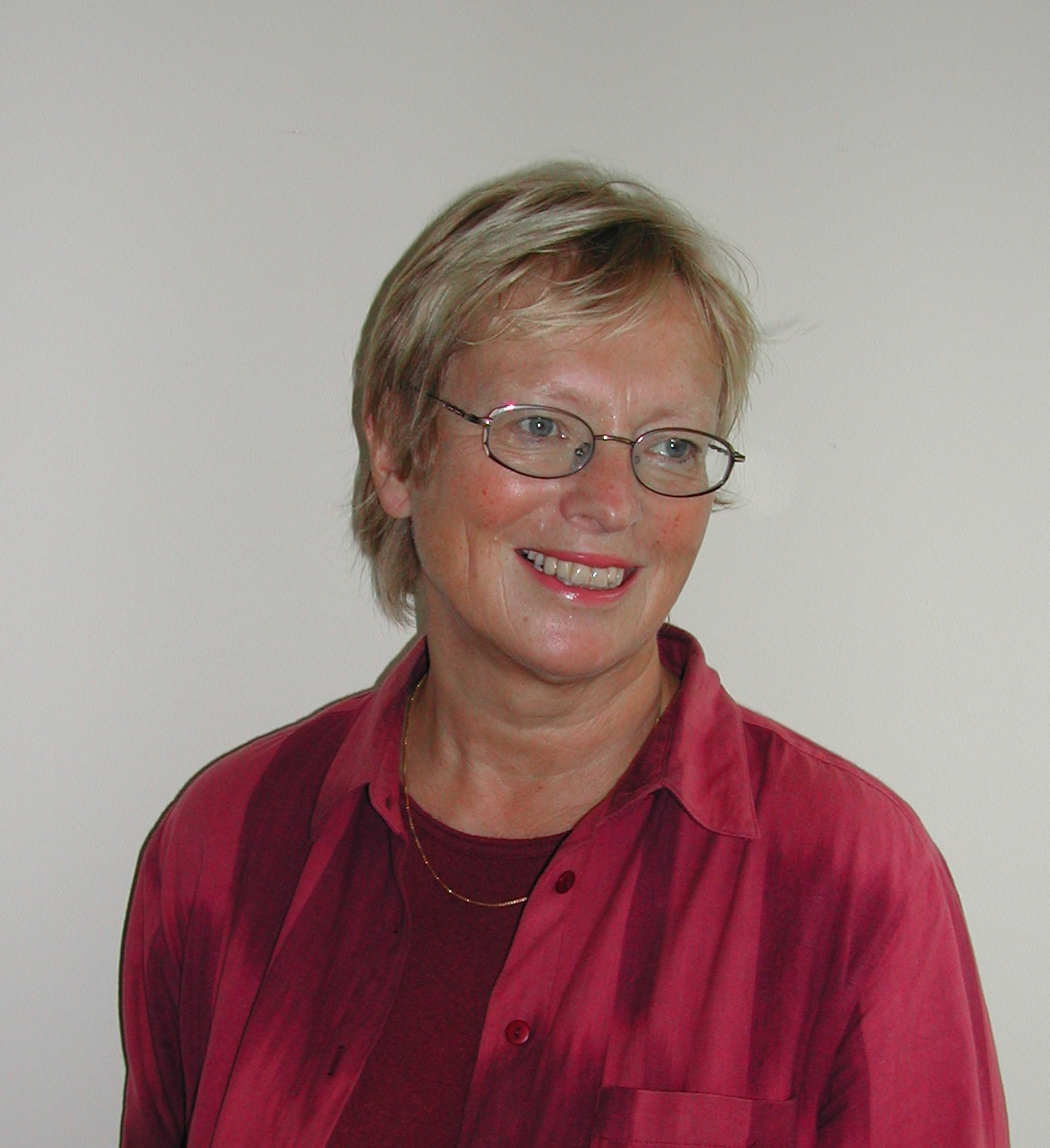
Sabine Bartholomeyczik

Sabine Bartholomeyczik (* 13. April 1944 in Heidelberg) ist eine deutsche Pflegewissenschaftlerin.

## Lebenslauf
Zu Beginn ihres beruflichen Werdegangs machte Sabine Bartholomeyczik zunächst ein Pflegepraktikum in einem psychiatrischen Landeskrankenhaus und schloss an dieses Praktikum eine Ausbildung zur Krankenschwester an der Schwesternschule der Universität Heidelberg an. Sie folgte damit einer Empfehlung des Heidelberger Chirurgen und ersten Nachkriegsrektors der Ruprecht-Karls-Universität Heidelberg, Karl-Heinrich Bauer (1890–1978), dem die Schwesternschule der Universität ein besonderes Anliegen war. Den Beruf der Krankenschwester übte Sabine Bartholomeyczik bis zum Anfang der siebziger Jahre in Berlin und Mannheim aus.
In Mannheim studierte Bartholomeyczik Sozialwissenschaft und schloss mit dem Diplom ab.
Von 1974 bis 1990 war sie als wissenschaftliche Mitarbeiterin im Institut für Sozialmedizin und Epidemiologie des Bundesgesundheitsamtes in Berlin tätig. In dieser Zeit promovierte sie zum Doktor der Sozialwissenschaften (Dr. rer. pol.). Ab 1990 betätigte Bartholomeyczik sich zum einen als freiberufliche Dozentin für Pflegeforschung, zum anderen als Mitarbeiterin des von Monika Krohwinkel aufgebauten Agnes Karll Instituts für Pflegeforschung in Eschborn.
1993 wurde sie zur Professorin für Pflegewissenschaft an der Fachhochschule Frankfurt am Main berufen. Seit 2001 bis zur Emeritierung war sie Professorin und Lehrstuhlinhaberin „Epidemiologie-Pflegewissenschaft“ am Institut für Pflegewissenschaft an der Medizinischen Fakultät der privaten Universität Witten/Herdecke. Von 2009 bis 2013 war sie Standortsprecherin am Deutschen Zentrum für Neurodegenerative Erkrankungen (DZNE) in Witten.
Sabine Bartholomeyczik war von 1999 bis 2009 erste Vorsitzende der Deutschen Gesellschaft für Pflegewissenschaft e. V. Im Jahr 2009 übergab sie dieses Amt an Renate Stemmer (* 1959).

## Arbeits- und Forschungsschwerpunkte
Während in der Anfangszeit klassische Fragen der Krankenpflege im Vordergrund ihrer Forschung standen, widmete sie sich später insbesondere den speziellen Problemen in der Pflege dementer Patienten.
- Entwicklung von Pflegewissenschaft und Pflegeforschung in Deutschland
- Erfassung Operationalisierung von Pflegebedürftigkeit
- Epidemiologie von Pflegebedürftigkeit
- Pflegediagnostik
- Entwicklung von standardisierten Assessment-Instrumenten und Klassifikationen
- Entwicklung von Qualitätsstandards
- Pflegeberichterstattung im Rahmen der Gesundheitsberichterstattung

## Mitgliedschaften
Sabine Bartholomeyczik war und ist Mitglied verschiedener Gremien auf Landes- und Bundesebene:
- Mitglied der Sachverständigenkommission für den 4. Altenbericht der Bundesregierung (2000–2002)
- Mitglied der Enquêtekommission NRW zur Zukunft der Pflege (2002–2004)
- Mitglied des Lenkungsausschusses des Deutschen Netzwerks für Qualitätsentwicklung in der Pflege (seit 2002)
- Im Ausschuss gesundheitsziele.de bei der Gesellschaft für Versicherungswissenschaft und -gestaltung e. V.
- Im Stiftungsrat der Stiftung Pflege
- Im wissenschaftlichen Beirat des Deutschen Berufsverbandes für Pflegeberufe (DBfK) (seit 2001)
- Im International Scientific Advisory Panel of the Annual International Nursing Research Conference des Royal College of Nursing (seit 2001)
- Im Scientific Committee of the Fourth European Conference of ACENDIO (seit 2002)
- In der Fachgruppe Alumni Pflegewissenschaft des Netzwerks Heidelberg Alumni International der Ruprecht-Karls-Universität Heidelberg (seit Beginn 2014)

## Veröffentlichungen
Bartholomeyczik ist Autorin zahlreicher Aufsätze und Artikel.
- Über die Anfänge der DGP: Die Gründung des Deutschen Vereins zur Förderung von Pflegewissenschaft und -forschung (DVP) vor 30 Jahren, in: Pflege&Gesellschaft. Zeitschrift für Pflegewissenschaft, 24. Jg., H1, 2019, Schwerpunktheft: Dreißig Jahre Deutsche Gesellschaft für Pflegewissenschaft e. V. (DGP), Beltz Juventa, Weinheim, S. 5–18.
- mit Claudia Dinaud (Hrsg.): Entscheidungsfindung zur PEG-Sonde bei alten Menschen: Problemlagen und Entscheidungshilfe. Mabuse Frankfurt, M. 2012.
- Verantwortung, eine Frage der Professionalität. In: Dr. med. Mabuse. Heft 160, 2006, S. 51–55.
- Es geht nicht um die Farbe des Waschlappens. Standards in der Pflege. In: Dr. med. Mabuse. Heft 154, 2005, S. 20–23.
- Pflegediagnosen – Theoretische Grundlagen. Urban & Fischer, München 2001, ISBN 3-437-26380-3.
- mit anderen: Die Nacht im Krankenhaus aus der Sicht der Pflegenden. Vom Lernprojekt zum Forschungsvorhaben. DBfK, Eschborn 1993, ISBN 3-927944-03-3.
- Die Sichtbarkeit der Pflege zu stärken, war eines der wichtigsten und grundsätzlichen Anliegen. In: Ingeborg Löser-Priester (2021): Pflegepioniereinnen in Deutschland. Zur Entwicklung der Pflegewissenschaft. Frankfurt am Main: Mabuse: 136–166 Inhaltsverzeichnis

## Festschriften
- Christine R. Auer (Hrsg.): Antje Grauhan und Wolfgang Rapp (Abtl. Paul Christian): Die Erweiterung der bipersonalen hin zu einer tripersonalen Situation stellte uns vor neuartige Herausforderungen. Für Sabine Bartholomeyczik zum Bundesverdienstkreuz 2015. Eigenverlag, Heidelberg 2015, ISBN 978-3-00-050734-2.
- Rebecca Palm, Martin Dichter (Hrsg.): Pflegewissenschaft in Deutschland. Errungenschaften und Herausforderungen – Festschrift für Sabine Bartholomeyczik. Huber, Bern 2013, ISBN 978-3-456-85248-5.

## Ehrungen
Bundespräsident Joachim Gauck verlieh Bartholomeyczik das Verdienstkreuz am Bande des Verdienstordens der Bundesrepublik Deutschland für ihr Engagement in der Forschung und in Berufsverbänden. Heidelberger Oberbürgermeister Eckart Würzner überreichte die Urkunde und die Ordensinsignien am 11. Mai 2015.

## Videopodcast
- Roland Brühe im Gespräch mit Sabine Bartholomeyczik (25. Juli 2025)(51 Min.): Episode 106: Wegbereiterinnen persönlich – 5 Brühe im Gespräch mit Sabine Bartholomeyczik